# جونادی
جونادی (به ایتالیایی: Jonadi) یک کومونه در ایتالیا است که در استان ویبو والنتیا واقع شده‌است.

## خصوصیات
جونادی ۸٫۷ کیلومترمربع مساحت و ۳٬۰۲۷ نفر جمعیت دارد.